# Macrophthalmus philippinensis
Macrophthalmus philippinensis is een krabbensoort uit de familie van de Macrophthalmidae. De wetenschappelijke naam van de soort is voor het eerst geldig gepubliceerd in 1971 door Raoul Serène.

## Kenmerken
Macrophthalmus philippinensis is een kleine krab die normaal niet groter wordt dan 8 mm (carapaxbreedte). Hij heeft zeer lange (tot 5 mm) oogstelen en bezit drie anterolaterale tanden op de carapax. Het mannetje bezit vrij lange schaarpoten.

## Voorkomen
Het krabje komt voor bij de Filipijnen, in de zeeën van Vietnam, en in de buurt van de Japanse Riukiu-eilanden.